# مارلنه دیتریش
مارلنه دیتریش یا مارلین دیتریش (به آلمانی: Marlene Dietrich) (زادهٔ ۲۷ دسامبر ۱۹۰۱ – درگذشتهٔ ۶ مهٔ ۱۹۹۲) بازیگر آلمانی-آمریکایی بود. او به‌عنوان نخستین هنرپیشه زن آلمانی موفق در هالیوود شناخته می‌شود.
در خلال سابقهٔ کاریِ طولانیش که با خوانندگی در کاباره‌ها، گروه کر و بازی در فیلم‌ها در دههٔ ۱۹۲۰ در برلین شروع شد، و با ستارهٔ سینما شدن در هالیوود در دههٔ ۱۹۳۰، میزبانی برنامه‌ها در دههٔ ۱۹۴۰ در خلال جنگ جهانی دوم ادامه یافت، و در نهایت به مجری بین‌المللی برنامه‌های روی صحنه در دهه ۱۹۵۰ تا ۱۹۷۰ منجر شد، دیتریش دائماً شخصیت خود را تغییر می‌داد و از همین رو نهایتاً یکی از نمادهای سرگرمی قرن بیستم شد. در سال ۱۹۹۹ بنیاد فیلم آمریکا(به انگلیسی: AFI)، دیتریش را در رتبهٔ نهم لیست بهترین ستاره‌های زن هالیوود در تمام دوران قرار داد.

## زندگی

### کودکی و سوابق اولیه
او با نام تولد ماری ماگدالنه دیتریش در تاریخ ۲۷ دسامبر ۱۹۰۱ در محلهٔ شونبرگ شهر برلین آلمان متولد شد. پدرش لوئیس اریش اوتو دیتریش و مادرش ویلهلمینا الیزابت ژوزفین دیتریش بود. دیتریش خواهر بزرگتری به نام الیزابت داشت. در خانواده «لنا» Lena صدایش می‌کردند. دو اسم اولش را در هم کوتاه کرد تا نام عجیب مرلین را در سن نوجوانی شکل دهد. پدر مرلین افسری در پلیس آلمان بود و وقتی مرلین ۱۱ ساله بود، مرد. پس از او مادرش با ادوارد فون لوش ازدواج کرد.
دیتریش پیش از شروع کار به‌عنوان خواننده کر و بازیگر نزد ماکس راینهارت در تولیدات تئاتر شهر برلین و وین، ویولن آموخت.
او اولین فیلمش را در سال ۱۹۲۳ بازی کرد و بدون جلب توجهی در تعدادی فیلم بازی کرد. اما در سال ۱۹۲۹، نقش نفس‌گیر لولا لولا یک خواننده کاباره که سبب سقوط مدیر مدرسه‌ای می‌شود را در فیلم فرشتهٔ آبی بازی کرد؛ این فیلم توسط جوزف فون اشترنبرگ کارگردانی شد و اعتباری برای دیتریش کشف‌نشده دست و پا کرد. مارلین در این فیلم برای اجرای آواز دوباره عاشق شدن مورد توجه قرار گرفت.

### ستاره سینما
با اتکا به موفقیت فرشته آبی، و با تشویق و تبلیغ اشترنبرگ، که تقریباً در هالیوود کار می‌کرد، دیتریش به آمریکا نقل مکان کرد و با پارامونت قرارداد بست. پارامونت دیتریش را به‌عنوان پاسخی آلمانی به ستاره سوئدی MGM، گرتا گاربو در معرض نمایش گذاشت. اولین فیلم آمریکاییش مراکش توسط اشترنبرگ کارگردانی شد و اولین نامزدی اسکارش را برایش به ارمغان آورد.
بیشترین سهم دیتریش در تاریخ سینما، به‌عنوان ستاره در شش فیلم اشترنبرگ برای کمپانی پارامونت بین سال‌های ۱۹۳۰ تا ۱۹۳۵ بود: مراکش، رسوایی، قطار سریع‌السیر شانگهای، ونوس بلوند، ملکه اسکارلت و شیطان یک زن است.
فون اشترنبرگ پتانسیلی را در دیتریش دیده بود که کارگردانان آلمانی دیگر ندیده بودند. در هالیوود او با دیتریش (بسیار توانا برای خلق تصویر زنی فریبنده و اغواگر) کار کرد. دیتریش را تشویق کرد که وزن کم کند و بسیار مشتاقانه او را به‌عنوان بازیگری راهنمایی می‌کرد.
بدون فون اشترنبرگ، دیتریش در سال ۱۹۳۹، بعد از شکست مالی فیلم شوالیه بدون سلاح در سال ۱۹۳۷ عنوان «زهر گیشه» را کسب کرد. در سال ۱۹۳۹ وقتی دوباره دختر مشروب فروش کابوی، فرنچی را در وسترن دستری دوباره می‌تازد مقابل جیمز استوارت بازی کرد، ستاره‌اش دوباره درخشید. این فیلم دوباره آهنگی دیگر را معرفی کرد See what the boys in the back room will have. نقشی مشابه هم در سال ۱۹۴۲ همراه با جان وین در تباه‌کنندگان بازی کرد.
درحالی‌که او دیگر شکوه سابقش را بر روی پرده به‌دست نیاورد، ولی به بازی در فیلم‌ها ادامه داد، که شامل ظهور در فیلم‌های کارگردانانی برجسته همانند بیلی وایلدر، آلفرد هیچکاک، و اورسن ولز و فیلم‌های موفقی همانند یک ماجرای خارجی، شاهد تحت تعقیب، تماس شیطان، دادگاه نورنبرگ، ترس از صحنه بود.

### جنگ جهانی دوم
در سال ۱۹۳۷، وقتی سابقه سینمایی او در هالیوود رو به افول گذاشت در لندن فیلمی برای الکساندر کوردا تهیه‌کننده بازی کرد. در مصاحبه‌های بعدی ادعا کرد که وقتی در حال بازی در فیلم شوالیه بدون سلاح بازی می‌کرد توسط نماینده حزب نازی برای بازگشت به آلمان دعوت شد، ولی او وقعی بر این دعوت نگذاشت. دتریش در سال ۱۹۳۹ یک شهروند آمریکایی شد.
در سال ۱۹۴۱ آمریکا وارد جنگ جهانی دوم شد و دیتریش اولین ستاره مشهوری بود که روابط جنگی را برانگیخت. او نیروهای مسلح را در خطوط جلوی جبهه با نمایش‌های انتقادی جنگی سرگرم می‌کرد که همین امر حضور او را بعدها در تلویزیون هموار کرد. دیتریش به خاطر عقیده سیاسی محکمش معروف است. همانند بسیاری از مجریان آلمانی دوره ویمار، او یک ضد نازی وفادار بود که مخالفت با یهودیان را محکوم می‌کرد.
او آهنگ‌های زیادی را همانند Lili Marleen برای سرگرم کردن نظامیان ضبط کرد و در جبهه‌های الجزایر و فرانسه در جلوی آلمان‌ها آن را می‌خواند.
دیتریش برای این کارهایش از دولت آمریکا مدال آزادی گرفت. همچنین از دولت فرانسه مدال افتخار شوالیه را دریافت کرد.

### ضبط‌ها
دیتریش صدایی گرفته و بیزار از زندگی داشت که تأثیر بسزایی بر بسیاری از فیلم، ضبطها، و تورهای کنسرتهای سراسر جهانش داشت. کنت تینان صدای دیتریش را «بعد سوم» وجودش نامید و ارنست همینگوی دربارهٔ او گفت «اگر او چیزی جز صدایش نداشت، می‌توانست قلبت را با آن بشکند».
سابقه ضبط کارهای دیتریش به نیم قرن می‌رسد. پیش از ستاره شدن در سطح بین‌المللی، یک آهنگ دو نفری با مارگو لیون به نام Wenn die Beste Freundin ضبط کرد. این آهنگ، با مفهوم لزبین گونه‌اش، در سال ۱۹۲۸ در برلین جز آهنگ‌های برتر بود.
در سال ۱۹۳۰ گلچین‌های انگلیسی و آلمانی ای از فیلمش فرشته آبی در برلین ضبط کرد. در این زمان بود که برای اولین بار Falling in Love Again فردریک هولندر را ضبط کرد. این آهنگ را دتریش بعدها در صدها کنسرت اجرا کرد و بگونه‌ای هویت خوانندگی او شد.
در دههٔ ۱۹۵۰ او قراردادی با کلمبیا رکوردز امضا کرد و آهنگی را خواند که ترجمه آلمانی آهنگی آمریکایی برای جنگ جهانی دوم بود، مارلین دیتریش آنسوی آبها که آهنگ مشهور معتبری در آن عصر شد. همچنین کارهایی را با رزمری کلونی ضبط کرد.
در دههٔ ۱۹۶۰، آلبوم‌ها و آهنگ‌های تک بسیاری ضبط کرد که بسیاری از آن‌ها با برت باکاراک و در دسته ارکستر بود. دیتریش در لندن به‌طور زنده در Queen Theatre در ۱۹۶۴ ضبط شد، و مستند بادوامی از دیتریش در کنسرت‌ها بود. در سال ۱۹۷۲، یک برنامه ویژه تلویزیونی ضبط کرد، عصری با مارلین دیتریش An Evening With Marlene Dietrich که در تئاتر جدید لندن در لندن ضبط شد. کنسرت با برنامه‌های اضافی در یک DVD با زمان ۷۵ دقیقه در سال ۲۰۰۳ به بازار آمد.
در سال ۱۹۷۸، اجرایش از آهنگ آخرین فیلمش فقط یک ژیگولو Just A Gigolo به شکل آهنگ تکی به بازار آمد. او آخرین کارش را در آپارتمانش در پاریس در سال ۱۹۸۷ ضبط کرد: معارفه‌های گفته شده آهنگ‌ها برای آلبومی نوستالژیک توسط اودو لیندنبرگ.
ماکسیمیلیان شل سازنده مستند مارلین در سال ۱۹۸۴ دربارهٔ آهنگ مورد علاقه مارلین از بین کارهایش می‌گوید که Marlene Singt Berlin-Berlin در سال ۱۹۶۴ که آهنگ schlager در آن آلبوم ضبط شده بود.

### روی صحنه و کاباره
از اوایل دهه ۵۰ تا اواسط دهه ۷۰، به‌عنوان خواننده دستمزد بالای کاباره به شکل انحصاری کار کرد و در سالن‌های اصلی تئاتر شهرهای بزرگ در سراسر دنیا برنامهٔ زنده اجرا کرد.
در سال ۱۹۵۳، به دیتریش برای اجرای زنده در هتل صحرا لاس وگاس دستمزد ۳۰٬۰۰۰ دلار در هفته پیشنهاد شد. مدت نمایش هم کوتاه بود و تنها شامل اجرای چند آهنگ توسط او بود. لباس حریر جسورانه‌اش، که توسط جین لوئیس طراحی شده بود، نظرها و تبلیغات بسیاری را به خود جلب کرد. این کار آنقدر موفقیت‌آمیز بود که به‌دنبالش او قراردادی با Cafe De Paris در لندن برای سال بعد امضا کرد، و قراردادش در لاس وگاس هم تمدید شود.
این فاز جدیدی در سابقهٔ کاری مارلین بود. وقتی او با باکاراک به‌عنوان مدیر برنامه‌های موسیقی‌اش در اواسط دههٔ ۱۹۵۰ قراردادی امضا کرد، نمایشش از خواندن در کلوب‌های شبانه به نمایش تک زنی جاه‌طلبانه‌ای که توصیف آرایه‌ای از جنسی جدید بود بدل شد. فهرست شوهای آماده نمایش او شامل آهنگ‌هایی از فیلم‌هایش به شهرت آهنگ‌های روز بود.
بازگشتش به آلمان در سال ۱۹۶۰، پاسخ‌های گوناگونی دربرداشت. بسیاری از آلمانی‌های عقیده داشتند او با کارهایش در جنگ جهانی دوم به کشورش خیانت کرد. در حین اجرایش در برلین اعتراض کنندگان فریاد می‌زدند مارلین برگرد به خانه‌ات ! از طرفی دیگر از دیتریش توسط آلمانی‌های دیگر مثل شهردار برلین ویلی براندت willy Brandt به گرمی استقبال شد. این تور یک فتح هنری بزرگ، ولی شکستی مالی بود. در همان زمان او توری در اسرائیل را هم پذیرفت، که دریافت خوبی از آن داشت و سرود ضد جنگ Where Have All the Flowers Gone را در آنجا خواند که تابوی غیررسمی ضد استفاده از آلمان در اسرائیل را شکست.
دیتریش دو بار در برادوی در سال‌های ۱۹۶۷ و ۱۹۶۸ ظاهر شد که جایزه ویژهٔ تونی را برای اجرایش دریافت کرد. لباسش (لباسی که از صدها کریستال پوشیده شده بود و کت پر قویی را شامل می‌شد) زیرپوش‌های بدن نمایش، نورپردازی دقیق صحنه کمک به حفظ تصویر فریبندهٔ دیتریش در سنین کهولت کرد.
در نوامبر ۱۹۷۲، نسخه‌ای از نمایشی که در برادوی اجرا کرده بود در لندن به فیلم درآمد. برای همکاری‌اش ۲۵۰٬۰۰۰ دلار دستمزد گرفت، ولی مارلین از نتیجه کار ناخشنود بود. نمایش در ژانویهٔ ۱۹۷۳ از تلویزیون‌های لندن و آمریکا پخش شد.

### سال‌های آخر

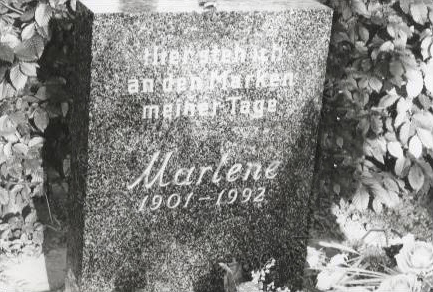
سنگ قبر مارلین دیتریش

شغل نمایش او، وقتی در استرالیا نمایشی اجرا می‌کرد پایش شکست نهایتاً در ۲۹ سپتامبر ۱۹۷۵ پایان یافت. او نقشی کوتاه در فیلم فقط یک ژیگولو در سال ۱۹۷۹ بازی کرد و چند کتاب در دههٔ ۱۹۸۰ نوشت.
دهه آخر عمرش را در آپارتمانش در شماره ۱۲ مونتایژن پاریس بر روی تخت سپری کرد و در آن مدت به‌هیچ وجه در انظار عمومی دیده نشد. ماکسیمیلیان شل او را برای مصاحبه‌ای برای فیلم مستندش مارلین در سال ۱۹۸۴ متقاعد کرد، ولی او بر روی پرده ظاهر نشد. او با دیوید برت زندگی‌نامه نویس، که جز معدود کسانی بود که وارد آپارتمان مارلین در پاریس می‌شد رابطه دوستانه نزدیکی برقرار کرد. گمان می‌رود برت آخرین کسی، غیر از خانواده‌اش، بوده که با دیتریش صحبت کرده است. دو روز پیش از مرگش: «زنگ زده‌ام که بگم عاشقتم؛ و حالا ممکنه بمیرم». مارلین با دخترش تماس دائمی داشت و او هم مرتباً برای بازدید او به پاریس می‌آمد. شوهرش، رادولف سیبر در ۲۴ ژوئن ۱۹۷۶ بر اثر ابتلا به سرطان مرد.
در مصاحبه‌ای با مجله آلمانی اشپیگل در نوامبر ۲۰۰۵، دختر و نوه‌اش ادعا می‌کنند که مارلین دیتریش در خلال این سال‌ها از نظر سیاسی همچنان فعال بوده است. او تماسش را با رهبران بزرگ دنیا مثل رونالد ریگان، میخائیل گورباچف از طریق تلفن حفظ کرده بود و ماهانه ۳۰۰۰ دلار آمریکا مالیات تلفن‌هایش می‌شد!
دیتریش در ۶ مه ۱۹۹۲ بر اثر ابتلا به اختلالات کلیوی در سن ۹۰ سالگی در پاریس در آرامش درگذشت. پیکرش، پوشیده در پرچم آمریکا، به برلین برگردانده شد و در شهر شونبرگ (زادگاهش) در گورستان فرایدینا Friedenauدر نزدیکی خانه‌ای که در آن متولد شده بود به خاک سپرده شد.

### زندگی خصوصی
برخلاف شهرت حرفه‌ای‌اش، که با دقت بسیاری حفظ شد، زندگی شخصی دیتریش، از دید عموم دور نگاه داشته شد. او یکبار با دستیار کارگردان، رادولف سیبر ازدواج کرد که بعدها مدیر کمپانی پارامونت در فرانسه شد.
تنها بچه او، ماریا الیزابت سیبر، ۱۳ دسامبر ۱۹۲۴ در برلین متولد شد. بعدها او هم بازیگر شد، که اهم فعالیت‌هایش در تلویزیون بود و با نام ماریا ریوا شناخته می‌شد. وقتی پسر ماریا در ۱۹۴۸ متولد شد، دیتریش خود را «فریبنده‌ترین مادربزرگ دنیا» توصیف کرد. بعد از مرگ دیتریش، ریوا شرح حالی نسبتاً انتقادی از مادرش چاپ کرد. ماجراهای عاشقانه بسیاری از دیتریش شناخته شده است، نه تنها با کارگردانی که او را مشهور کرد، بلکه با دیگر بازیگران، که بینشان می‌توان از برایان آهرن، موریس شوالیه، و جان گیلبرت John Gilbert نام برد. در سال ۱۹۳۸، او اریک ماریا ریمارک نویسنده را ملاقات کرد. در سال ۱۹۴۱ بازیگر فرانسوی و قهرمان جنگ ژان گابن را ملاقات کرد. رابطه‌شان در اواسط دهه ۴۰ پایان یافت. در خلال دههٔ ۱۹۵۰ روابطی را با ادوارد مورو و یول برینر داشت. شوهرش، که با هم در ارتباط بودند، در مرغداری ای در کالیفرنیا با کدبانویی نااستوار به نام تامارا ماتول مدتی طولانی زندگی می‌کرد.
دیتریش بایسکشوال بود. او با مرسدس دی آکوستا نویسنده هم جریاناتی داشته است.

## دارایی

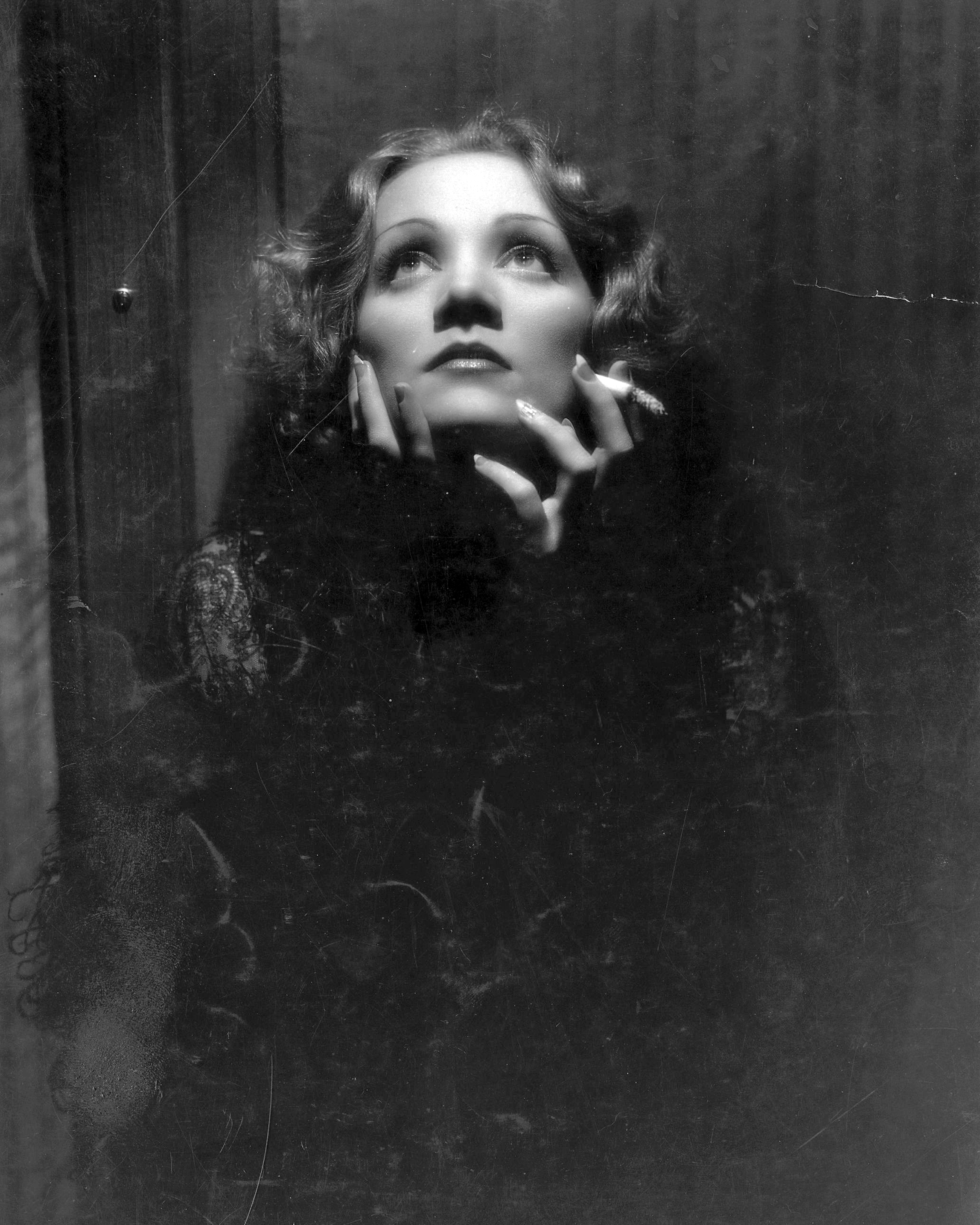
عکس تبلیغاتی مارلن دیتریش برای فیلم اکسپرس شانگهای (1932).

در ۲۴ اکتبر ۱۹۹۳، بزرگ‌ترین بخش دارایی‌اش به Stiftung Deutsche Kinemathek فروخته شد که هستهٔ نمایشگاه موزهٔ فیلم برلین شد. مجموعه شامل بیش از ۳۰۰۰ پارچه از دههٔ ۱۹۲۰ تا ۱۹۹۰، شامل لباس‌های فیلم‌ها و صحنه‌هایش تا لباس‌های شخصی دیتریخ می‌شد، ۱۵٬۰۰۰ عکس، ۳۰۰٬۰۰۰ صفحه از سندها شامل مکاتباتش با یول برینر، ژان گابَن، ارنست همینگوی، نانسی و رونالد ریگان، جوزف وان استرنبرگ، اورسن ولز و بیلی وایلدر می‌شد، و پوستر و صداهای ضبط‌شده‌اش می‌شد.
محتویات آپارتمان منهتن دیتریخ، همراه با عوامل شخصی دیگرش، مثل جواهرات در حراج عمومی در ۱ نوامبر ۱۹۹۷ فروخته شد.

## تصویر و میراث
- دیتریش هرگز با صنعت سرگرمی هالیوود یکی نشد و همیشه در سینمای جریان اصلی آمریکا یک خارجی بود. لهجه آلمانی او حالت فوق‌العاده‌ای به اجرایش می‌داد، ولی در چشمان آمریکایی‌ها همیشه یک خارجی بود.
- دیتریش برای طراحان لباس بزرگ یک نماد مد بود. او یکبار گفت «من برای خودم لباس می‌پوشم. نه برای تصویر، نه برای مد، نه برای مردان.» تصویر عمومی او و برخی از فیلم‌هایش شامل زمینه‌های جنسی قوی ای مثل بایسکشوالی می‌شد.
- صدای مشخصش بعدها در آهنگ "Lieder" توسط گروه سه نفری بریتانیایی Fascinating Aïda مسخره شد.
- مدونا بارها در کارهایش با ظاهر و سبک کاریِ دتریش، به‌ویژه در ویدئوی Express Yourself و در خلال اجرای Like a Virgin بیعت کرد.
- در سال ۱۹۹۲ لوحه‌ای در محل تولد دیتریش در برلین، شونبرگ نصب شد.
- در سال ۱۹۹۷ تمبری با تصویر دیتریش در آلمان چاپ شد.
- بعد از جدال‌های فراوان، که قرار بود در برلین، شونبرگ خیابانی را به نامش کنند، تصمیم گرفته شد به جای آن در نوامبر ۱۹۹۷ به افتخار مارلین دیتریخ مارلین دتریش پلازا در برلین پرده‌برداری شد.
- در سال ۲۰۰۲ او شهروند افتخاری برلین شد.
- در سریال دایی‌جان ناپلئون، شوهر خواهر دائی جان (پدر سعید، که در فیلم به عنوان آقاجان معرفی می‌شود)، به جهت تمسخر او، به وی توصیه می‌کند که به هیتلر نامه ای بنویسد و شرح نقشه انگلیسی‌ها برای انتقام از خودش را مطرح کند. همچنین به او پیشنهاد می‌دهد که از یک جمله رمز در نامه استفاده نماید و این جمله را پیشنهاد می‌کند: «مرحوم آقای بزرگ با مارلن دیتریش آبگوشت بزباش می‌خورند». آقای بزرگ پدر دائی جان است و دائی جان به شدت نسبت به او تعصب دارد.

## فیلم‌شناسی

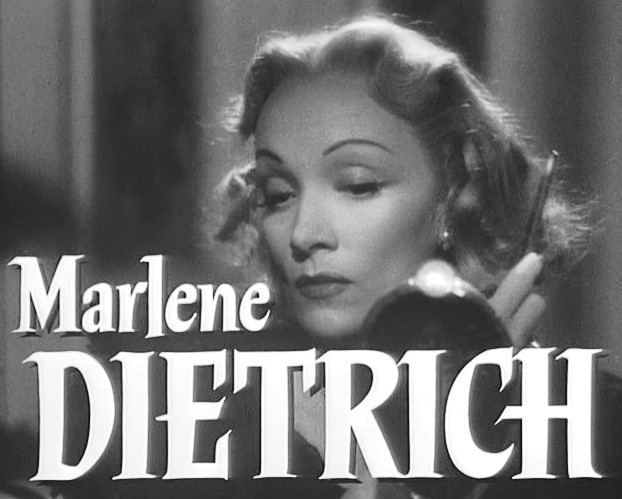
در فیلم ترس صحنه

| - در سایه‌های خوشبختی (۱۹۱۹) - تراژدی عشق (۱۹۲۳) - ناپلئون کوچک (۱۹۲۳) - مرد کنار جاده (۱۹۲۳) - جستن به زندگی (۱۹۲۴) - رقص دیوانه (۱۹۲۵) - بارون جعلی (۱۹۲۶) - مانون لاسکات (۱۹۲۶) - مادام بچه نمی‌خواهد (۱۹۲۶) - یک دوباری مدرن (۱۹۲۷) - بکش بالا، چارلی! (۱۹۲۷) - بزرگ‌ترین چاخان او (۱۹۲۷) - کافه الکتریک (۱۹۲۷) - پرنسس اولالا (۱۹۲۸) - خطرات دوران نامزدی (۱۹۲۹) - دستت را می‌بوسم مادام (۱۹۲۹) - زنی که آرزو دارد (۱۹۲۹) - کشتی مردان گمشده (۱۹۲۹) - فرشته آبی (۱۹۳۰) - مراکش (۱۹۳۰) - بی‌آبرو (۱۹۳۱) - قطار سریع‌السیر شانگهای (۱۹۳۲) - ونوس بلوند (۱۹۳۲) - آهنگ آهنگ‌ها (۱۹۳۳) - ملکه اسکارلت (۱۹۳۴) - بخش مد هالیوود (۱۹۳۵) - شیطان یک زن است (۱۹۳۵) | - من عاشق یک سرباز بودم (۱۹۳۶) ناتمام - آرزو (۱۹۳۶) - باغ الله (۱۹۳۶) - شوالیه بدون سلاح (۱۹۳۷) - فرشته (۱۹۳۷) - دستری دوباره می‌تازد (۱۹۳۹) - هفت گناهکار (۱۹۴۰) - شعله نیواورلئان (۱۹۴۱) - نیروی انسانی (۱۹۴۱) - بانو مایل است (۱۹۴۲) - تباه کنندگان (۱۹۴۲) - پیتسبرگ (۱۹۴۲) - شغل نمایش در جنگ (۱۹۴۳) - دنبال پسرها برو (۱۹۴۴) - سرنوشت (۱۹۴۴) - مارتین رومانیاک (۱۹۴۶) - گوشواره‌های طلایی (۱۹۴۷) - یک ماجرای خارجی (۱۹۴۸) - اره برقی (۱۹۴۹) از کارهای برجسته - ترس از صحنه (۱۹۵۰) - در آسمان بزرگراهی نیست (۱۹۵۱) - رانچوی بدنام (۱۹۵۲) - داستان مونت کارلو (۱۹۵۶) - دور دنیا در هشتاد روز (۱۹۵۶) از کارهای برجسته - شاهد تحت تعقیب (۱۹۵۷) - تماس شیطان (۱۹۵۸) - دادگاه نورنبرگ (۱۹۶۱) |  |

- روباه سیاه: داستان حقیقی آدولف هیتلر (۱۹۶۲) (مستند) (راوی)
- پاریس، وقتی جلز ولز می‌کند (۱۹۶۴) از کارهای برجسته
- عصری با مارلین دتریش (۱۹۷۲) فیلم کنسرت لندن
- فقط یک ژیگولو (۱۹۷۹)
- مارلین (۱۹۸۴) (مستند) دتریش از کارگردان خواست تنها صدایش را ضبط کند و از او و صورتش فیلم نگیرد.

## ازدواج با هامفری بوگارت
در دوران دیترش شایعه شده بود که وی با هامفری رابطه عاشقانه دارد که بعد فاش شد وی لورن باکال بوده نه مارلین.